# Тезоименный святой

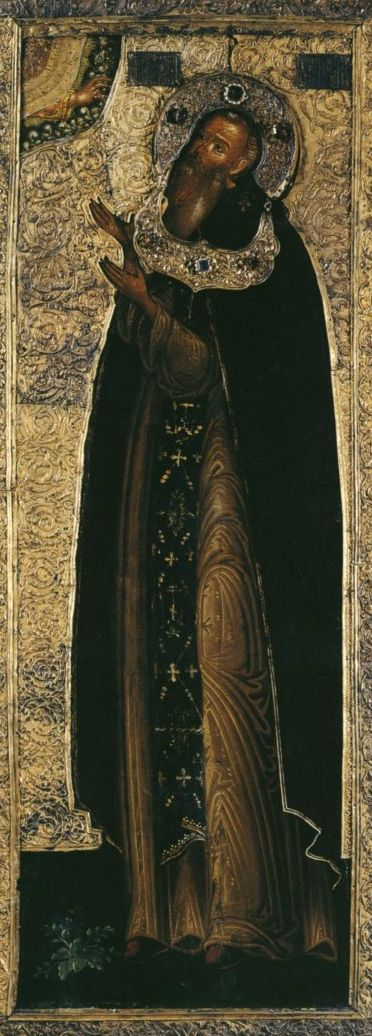
Михаил Малеин — тезоименный святой царя Михаила Фёдоровича

Тезоименный святой (патрональный) — святой, чьим именем нарекает священник человека во время таинства крещения. Традиционно имя выбирается родителями или священником из церковного календаря в соответствии с именем святого, память которого празднуется в день рождения или крещения человека.
Существует традиция создания иконы с изображением тезоименного святого (см. именная икона).